# Travis Fimmel
Travis Fimmel (født 15. juli 1979) er en australsk skuespiller og tidligere model. Han er bedst kendt for at have været model for Calvin Klein, og at have spillet Ellis Dove i The Beast og Ragnar Lothbrok i Vikings.

## Filmografi
- 2012 - Harodim som Lazarus Fell
- 2012 - The Baytown Outlaws som McQueen Oodie
- 2015 - Maggies Plan som Guy
- 2016 - Warcraft som Sir Anduin Lothar
- 2019 - Dreamland som George Evans